# Rio Cerboaia (Homorod)
O Rio Cerboaia é um rio da Romênia, afluente do Homorod, localizado no distrito de Braşov.